# Directiebegroting
De directiebegroting is onder andere in de civiele techniek, de installatietechniek en de bouwkunde een begroting die in de bestekfase van een (bouw)project door of in opdracht van de opdrachtgever wordt opgesteld. De directiebegroting is de tegenhanger van de inschrijfbegroting opgesteld door de aannemer.
De directiebegroting dient ter controle van de inschrijfbegroting van de laagste inschrijver bij een aanbesteding. De inschrijfbegroting kan met behulp van een gedetailleerde directiebegroting op regelniveau worden gecontroleerd. In de bouw bestaan naast gedetailleerde begrotingen ook elementenbegrotingen, die gemaakt worden met behulp van bouwdeelkosten (onder andere uitgave Vakmedianet Kosteninformatie Bouw & GWW).